# ریچارد هندریکس
ریچارد هندریکس (انگلیسی: Richard Hendrix؛ زادهٔ ۱۵ نوامبر ۱۹۸۶) بازیکن بسکتبال اهل ایالات متحده آمریکا است.
از باشگاه‌هایی که در آن بازی کرده‌است می‌توان به المپیا میلان و گلدن استیت واریرز اشاره کرد.